# Pterognathia
Pterognathia is een geslacht in de taxonomische indeling van de tandmondwormen (Gnathostomulida). Het geslacht is voor het eerst wetenschappelijk beschreven in 1966 door Sterrer.

## Soorten
- Pterognathia alcicornis
- Pterognathia atrox
- Pterognathia crocodilus
- Pterognathia ctenifera
- Pterognathia hawaiiensis
- Pterognathia meixneri
- Pterognathia portobello
- Pterognathia pygmaea
- Pterognathia sica
- Pterognathia sorex
- Pterognathia swedmarki
- Pterognathia tuatara
- Pterognathia ugera
- Pterognathia vilii